# Rothia zea
Rothia zea là một loài bướm đêm trong họ Noctuidae.